# Schloßstraße (Berlins tunnelbana)
Tunnelbanestation Schloßstraße är en tunnelbanestation på linje U9 i Berlin U-Bahn som ligger i Steglitz, distriktet Steglitz-Zehlendorf. Stationen, byggd mellan 1971 och 1973, ligger nedanför Schloßstraße mellan Schildhornstraße och Zimmermannstraße. Bierpinsel restaurangtorn, köpcentret Boulevard Berlin och Rosary Basilica ligger i omedelbar närhet. Stationen öppnades den 30 september 1974.

## Galleri

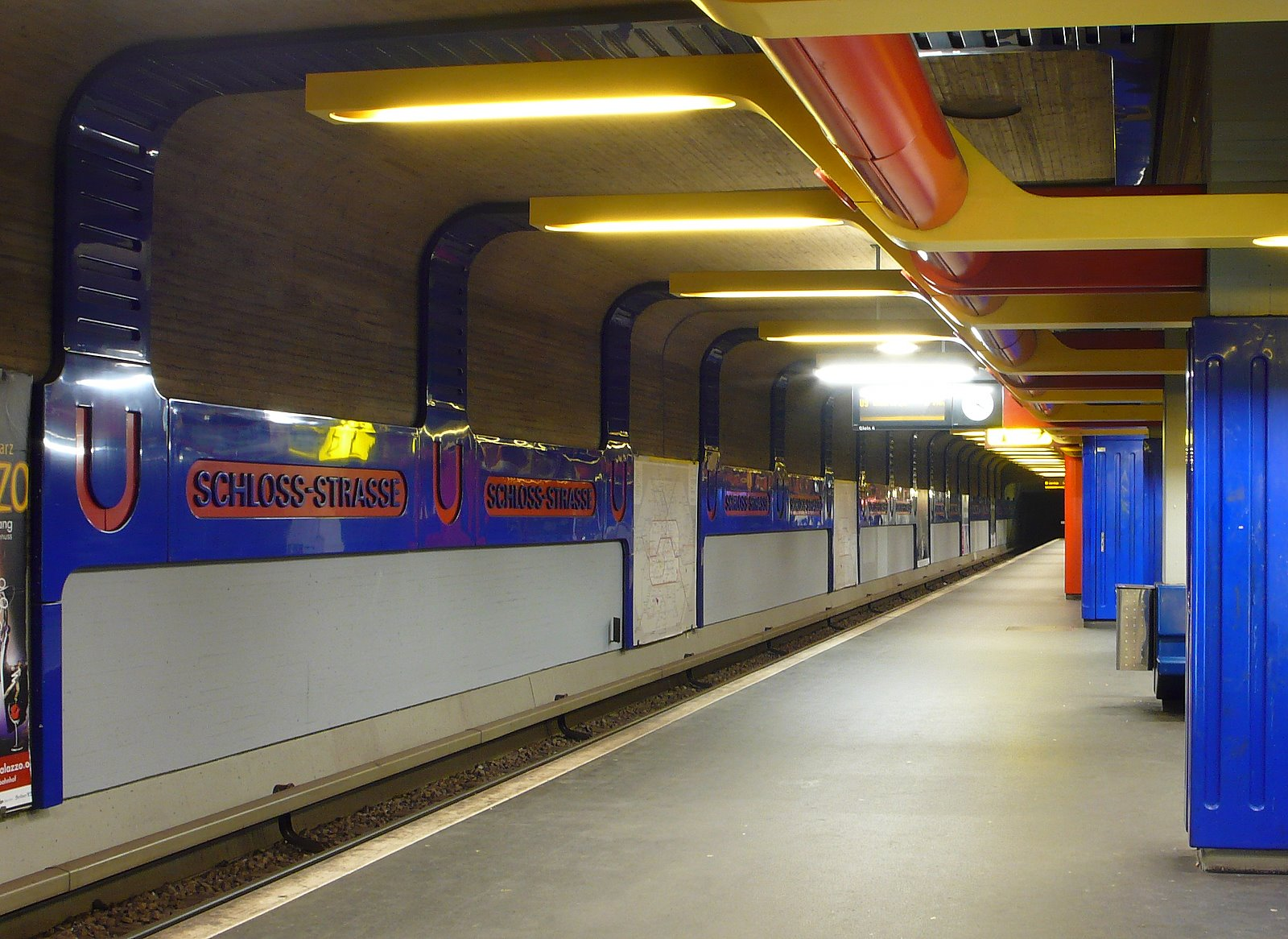
Skick före renovering, 2011.
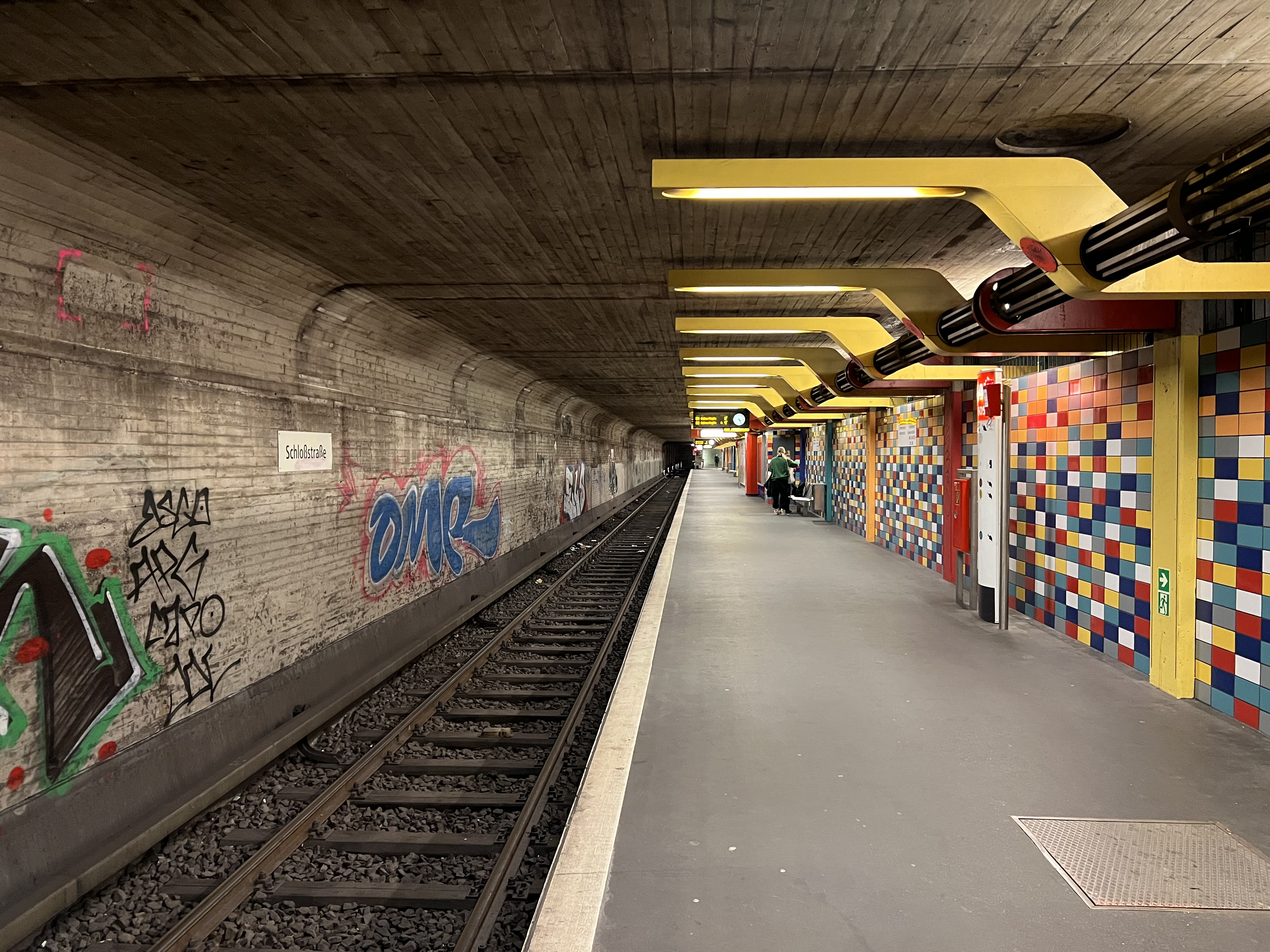
Plattform mot Rathaus Steglitz under renovering 2023.
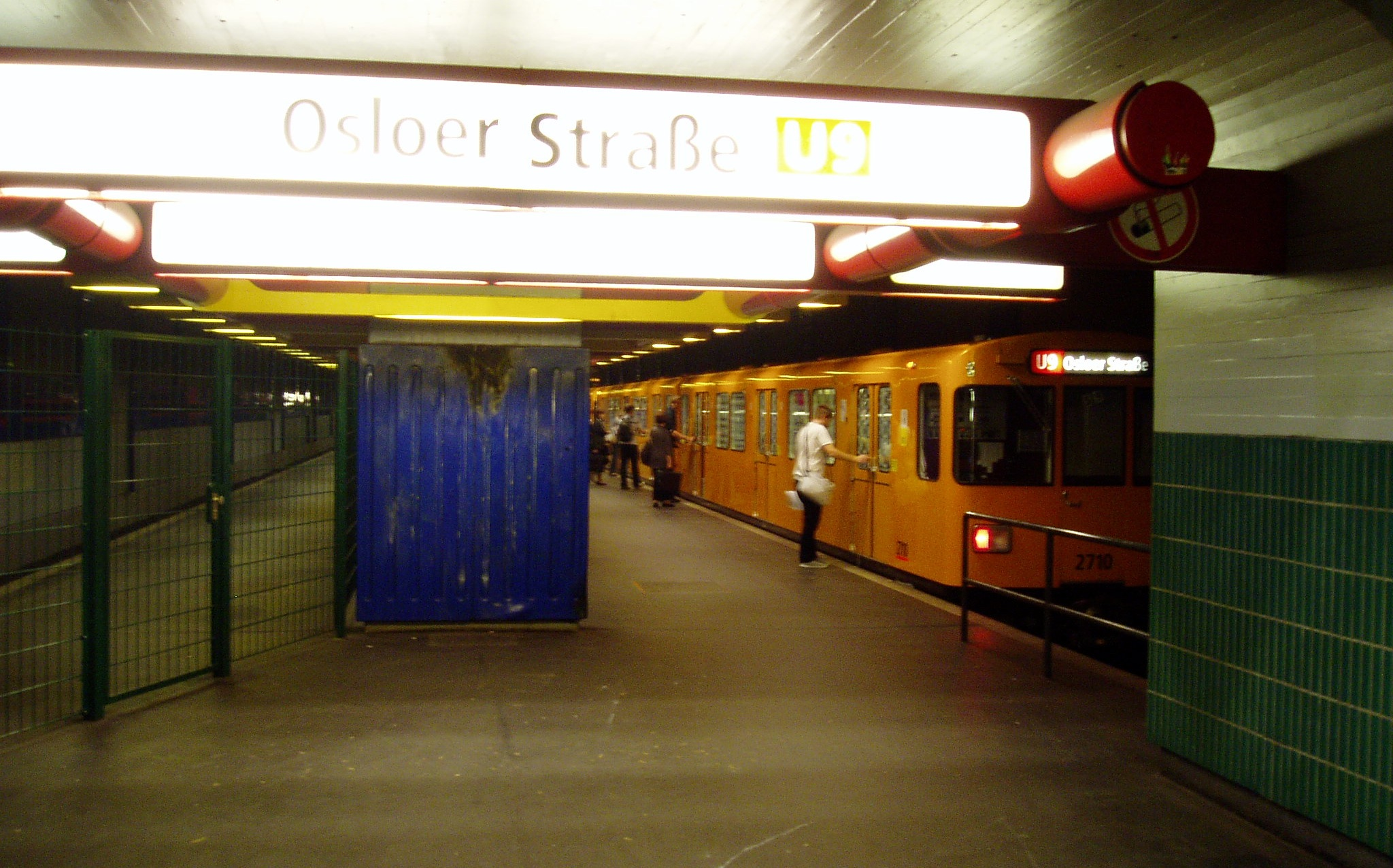
Plattform med tåg redo att avgå mot Osloer Straße (juli 2009).

## Förbindelse
Man kan byta tåg från linjen vid tunnelbanestationen U9 till flera busslinjer av Berliner Verkehrsbetriebe.